# Joeropsis setosa
Joeropsis setosa là một loài chân đều trong họ Joeropsididae. Loài này được George & Stromberg miêu tả khoa học năm 1968.